# Monts Śnieżnik
Les monts Śnieżnik (en polonais : Masyw Śnieżnika, en tchèque : Králický Sněžník, en allemand : Glatzer Schneegebirge) sont un massif montagneux des Sudètes orientales, sur la frontière entre la Pologne et la Tchéquie. La crête située au tripoint des régions Silésie-Bohême-Moravie culmine au mont Králický Sněžník à 1 424 m d'altitude.

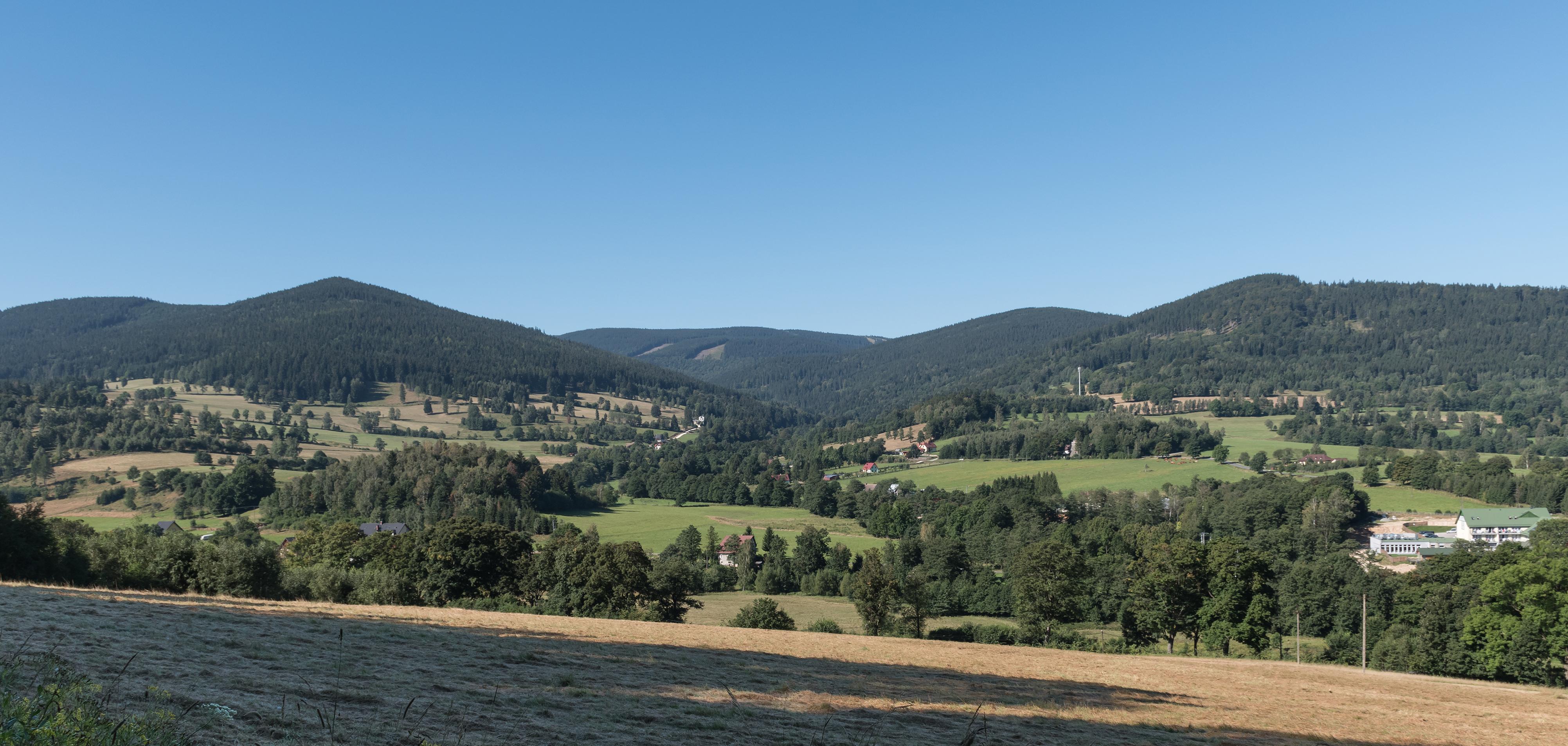
Panorama du massif

Le massif forme la frontière sud-est de l'ancien comté de Glatz. À l'extrémité ouest du massif se trouve le lieu de rencontre de trois lignes continentales de partage des eaux : sur le versant sud du Králický Sněžník, la Morava, un des principaux affluents du Danube, prend sa source ; plus au sud-ouest, les eaux coulent dans la Tichá Orlice, un affluent de l'Elbe ; sur le versant ouest prend sa source la Nysa Kłodzka appartenant au bassin versant de l'Oder. Ainsi, sur la chaîne montagneuse se rencontrent les lignes de partage des eaux entre la mer Noire, la mer du Nord et la mer Baltique.